# Orthomorpha karschi
Orthomorpha karschi är en mångfotingart som först beskrevs av Pocock.  Orthomorpha karschi ingår i släktet Orthomorpha och familjen orangeridubbelfotingar. Inga underarter finns listade i Catalogue of Life.